# Orquesta Filarmónica de Helsinki
La Orquesta Filarmónica de Helsinki (en finés: Helsingin kaupunginorkesteri, en sueco: Helsingfors stadsorkester) es una orquesta sinfónica con base en la ciudad de Helsinki, Finlandia. Su sala de conciertos principal es el Helsinki Music Centre.
Es la segunda orquesta filarmónica más antigua de Finlandia, después de la Orquesta Filarmónica de Turku, fundada en 1790.

## Historia
En 1882, con el respaldo de dos acaudalados hombres de negocios, Robert Kajanus fundó la orquesta que entonces se llamaría Sociedad Orquestal de Helsinki, siendo su director titular durante 50 años. Fue la primera orquesta completa permanente en los países nórdicos.
En 1914 se fusionó con la orquesta rival, la Orquesta Sinfónica de Helsinki, pasando a llamarse con su actual nombre. Hasta 1962 funcionó también como orquesta para la Ópera Nacional de Finlandia.
Leif Segerstam fue su director titular entre 1995 y 2007, siendo en la actualidad director de orquesta emérito. John Storgårds era el principal director invitado de la orquesta desde 2003, llegando a ser director titular de la misma en otoño de 2008, con un contrato inicial de cuatro años. Tras una renovación de su contrato hasta 2014, en octubre de 2013, la orquesta anunció una extensión del contrato de Storgårds hasta diciembre de 2015.  En septiembre de 2014, la orquesta anunció la contratación de Susanna Mälkki como su próxima directora, siendo efectiva a partir de otoño de 2016, con una extensión contractual inicial de tres años.

## Directores

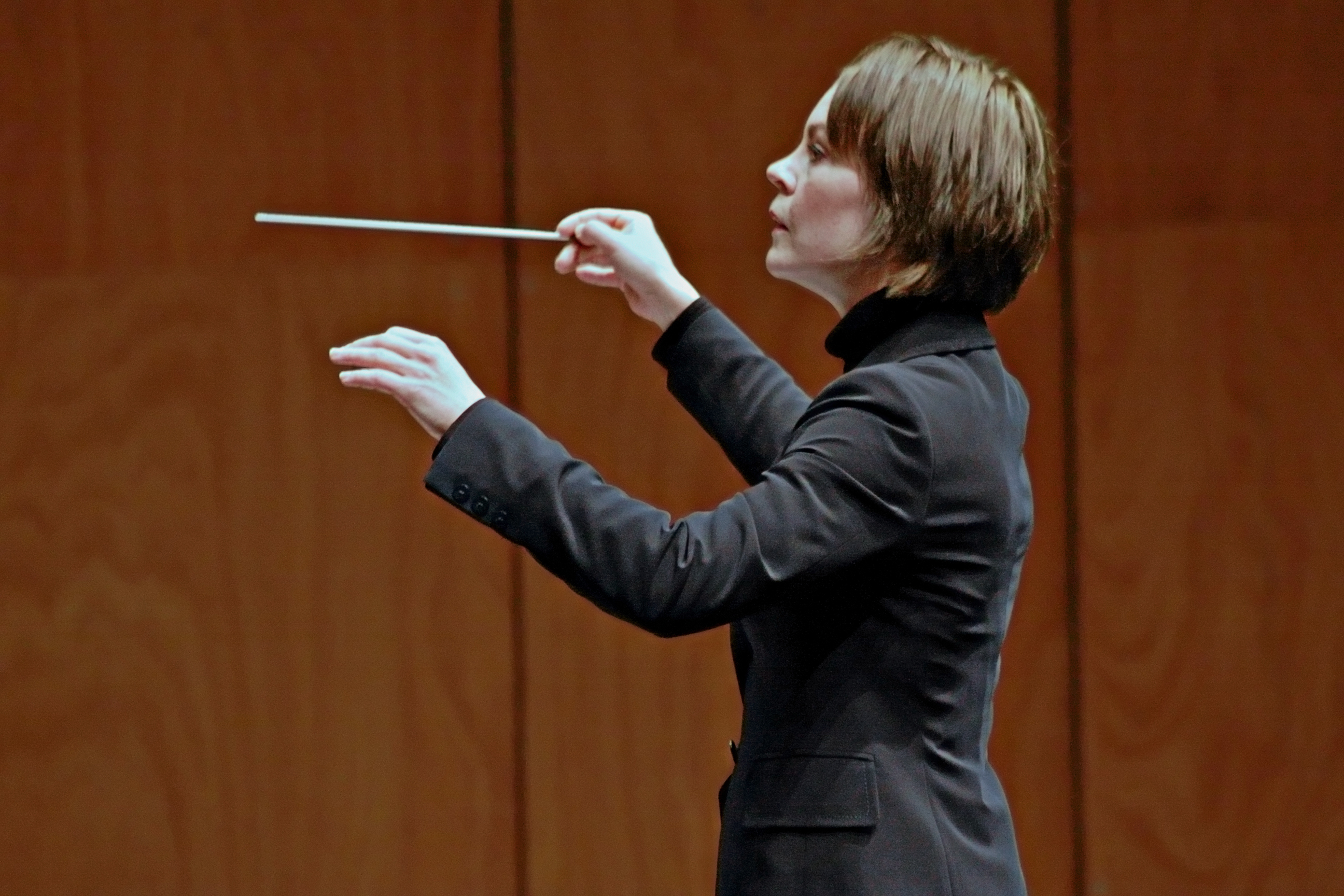
Susanna Mälkki, directora de la orquesta a partir de 2016.

Desde 2016, la orquesta será dirigida por Susanna Mälkki, quien será la primera mujer a cargo de la agrupación desde su fundación. El director principal de la orquesta se encuentra a cargo de 102 músicos.
- Robert Kajanus (1882-1932)
- Georg Schnéevoigt (1932-1940)
- Armas Järnefelt (1942-1943)
- Martti Similä (1945-1951)
- Tauno Hannikainen (1951-1963)
- Jorma Panula (1965-1972)
- Paavo Berglund (1975-1979)
- Ulf Söderblom (1978-1979)
- Okko Kamu (1981-1989)
- Sergiu Comissiona (1990-1994)
- Leif Segerstam (1995-2007)
- John Storgårds (2008-2015)
- Susanna Mälkki (2016)